# Morro Cambirela
Morro Cambirela är ett berg i Brasilien.   Det ligger i kommunen Palhoça och delstaten Santa Catarina, i den södra delen av landet, 1 300 km söder om huvudstaden Brasília. Toppen på Morro Cambirela är 1 043 meter över havet, eller 294 meter över den omgivande terrängen. Bredden vid basen är 4,5 km.
Terrängen runt Morro Cambirela är varierad. Havet är nära Morro Cambirela åt nordost.Runt Morro Cambirela är det ganska tätbefolkat, med 56 invånare per kvadratkilometer.. Närmaste större samhälle är Florianópolis, 18,4 km nordost om Morro Cambirela. 
I omgivningarna runt Morro Cambirela växer i huvudsak städsegrön lövskog.